# Anna Karenina (film 1911)
Anna Karenina (ros. Анна Каренина, Anna Karienina) – rosyjski film niemy, krótkometrażowy z 1911 roku, w reżyserii Maurice'a Maître'a. Była to pierwsza rosyjska ekranizacja powieści Lwa Tołstoja pod tym samym tytułem. Został zrealizowany w moskiewskiej filii francuskiej wytwórni Pathé Frères. Film nie zachował się.

## Obsada
- M. Sorochtina (М. Сорохтина) – Anna Karenina
- M. Trojanow (М. Троянов) – Wroński
- Nikołaj Wasiljew (Николай Васильев) – hrabia Karenin
- Mamonowa (Мамонова)
- A. Wieskow (А. Весков)

## Twórcy filmu
- Maurice Maître – reżyser
- Georges Meyer – zdjęcia